# Campionati del mondo di aquathlon del 2015
I Campionati del mondo di aquathlon del 2015 (XVIII edizione) si sono tenuti a Chicago in Stati Uniti d'America, in data 16 settembre 2015.
Tra gli uomini ha vinto lo statunitense Matthew Mcelroy. Tra le donne ha trionfato la russa Anastasia Abrosimova.
La gara junior ha visto trionfare il venezuelano Yhousman Perdomo e la croata Elisabetta Vitasovic.
Il titolo di Campione del mondo di aquathlon della categoria under 23 è andato al canadese Jessey The Elf. Tra le donne si è aggiudicata il titolo di Campionessa del mondo di aquathlon della categoria under 23 la venezuelana Jocelyn Daniely Brea Abreu.

## Risultati

### Élite uomini
| Pos. | Atleta                            | Paese       | Nuoto    | Corsa    | Totale   |
| ---- | --------------------------------- | ----------- | -------- | -------- | -------- |
|      | Matthew Mcelroy                   | Stati Uniti | 00:09:25 | 00:14:38 | 00:25:58 |
|      | Tommy Zaferes                     | Stati Uniti | 00:08:32 | 00:16:24 | 00:26:48 |
|      | Nick Karwoski                     | Stati Uniti | 00:09:19 | 00:15:49 | 00:27:13 |
| 4    | Ognjen Stojanovic                 | Serbia      | 00:09:11 | 00:16:07 | 00:27:26 |
| 5    | Ryosuke Yamamoto                  | Giappone    | 00:09:15 | 00:16:16 | 00:27:35 |
| 6    | Philip Wolfe                      | Regno Unito | 00:09:10 | 00:16:45 | 00:28:00 |
| 7    | Péter Bajai                       | Ungheria    | 00:09:12 | 00:17:07 | 00:28:26 |
| 8    | Neil Eddy                         | Regno Unito | 00:09:23 | 00:17:08 | 00:28:44 |
| 9    | Yhousman Perdomo                  | Venezuela   | 00:09:16 | 00:17:21 | 00:28:50 |
| 10   | Yaroslav Potanin                  | Russia      | 00:09:17 | 00:17:12 | 00:28:51 |
| 11   | Eduardo Beretta                   | Brasile     | 00:09:34 | 00:17:05 | 00:28:53 |
| 12   | Luka Paliska                      | Croazia     | 00:09:34 | 00:17:25 | 00:29:02 |
| 13   | Jessey The Elf                    | Canada      | 00:09:35 | 00:17:36 | 00:29:13 |
| 14   | Khaled Essam                      | Egitto      | 00:09:08 | 00:17:57 | 00:29:28 |
| 15   | Vojtech Sommer                    | Rep. Ceca   | 00:09:37 | 00:18:28 | 00:30:13 |
| 16   | Jacob Jamnicky                    | Canada      | 00:10:04 | 00:18:09 | 00:30:25 |
| 17   | Pedro Gordilho Apud               | Brasile     | 00:09:54 | 00:18:10 | 00:30:31 |
| 18   | Josip Živković                    | Croazia     | 00:09:11 | 00:18:55 | 00:30:39 |
| 19   | Mohamed Elsaied                   | Egitto      | 00:09:32 | 00:18:44 | 00:30:48 |
| 20   | Mohamed Khaled                    | Egitto      | 00:09:52 | 00:18:23 | 00:30:49 |
| 21   | Matthew Fearn                     | Regno Unito | 00:10:16 | 00:18:40 | 00:31:17 |
| 22   | Yago Alves                        | Brasile     | 00:09:55 | 00:19:12 | 00:31:34 |
| 23   | Paolo Guerrero                    | Ecuador     | 00:10:16 | 00:18:56 | 00:31:44 |
| 24   | Sean Jefferson                    | Stati Uniti | 00:09:18 | 00:20:36 | 00:32:11 |
| 25   | Brandon Lee Castellanos Chuchon   | Perù        | 00:10:13 | 00:19:57 | 00:32:39 |
| 26   | Andre Luiz Pereira De Albuquerque | Brasile     | 00:10:24 | 00:21:30 | 00:34:42 |
| 27   | Ricardo Cardoso                   | Brasile     | 00:12:35 | 00:20:51 | 00:36:08 |
| 28   | Hilton Da Silva                   | Brasile     | 00:13:24 | 00:21:28 | 00:37:42 |

### Élite donne
| Pos. | Atleta                  | Paese       | Nuoto    | Corsa    | Totale   |
| ---- | ----------------------- | ----------- | -------- | -------- | -------- |
|      | Anastasia Abrosimova    | Russia      | 00:09:37 | 00:17:20 | 00:29:07 |
|      | Elena Danilova          | Russia      | 00:10:00 | 00:17:46 | 00:29:57 |
|      | Long Hoi                | Macao       | 00:10:04 | 00:17:49 | 00:30:08 |
| 4    | Joselyn Brea            | Venezuela   | 00:10:36 | 00:17:33 | 00:30:28 |
| 5    | Laurel Wassner          | Stati Uniti | 00:10:06 | 00:18:06 | 00:30:31 |
| 6    | Hannah Kitchen          | Regno Unito | 00:09:37 | 00:19:08 | 00:30:58 |
| 7    | Anastasia Gorbunova     | Russia      | 00:09:37 | 00:19:07 | 00:31:04 |
| 8    | Johanna Gascoigne Owens | Regno Unito | 00:10:29 | 00:18:37 | 00:31:25 |
| 9    | Jessica Souza Santos    | Brasile     | 00:11:13 | 00:19:27 | 00:33:09 |
| 10   | Sameera Albitar         | Brunei      | 00:10:04 | 00:21:25 | 00:34:16 |
| 11   | Elisabetta Vitasovic    | Croazia     | 00:10:11 | 00:21:45 | 00:34:30 |
| 12   | Valerie Barthelemy      | Belgio      | 00:10:13 | 00:21:57 | 00:34:58 |
| 13   | Chiara Perusko          | Croazia     | 00:11:42 | 00:21:31 | 00:35:55 |
| 14   | Fatma Hagras            | Egitto      | 00:11:54 | 00:22:07 | 00:36:43 |
| 15   | Hannáh Mota             | Brasile     | 00:12:33 | 00:23:01 | 00:38:33 |
| 16   | Tamyres Domingos        | Brasile     | 00:11:55 | 00:24:16 | 00:38:55 |

### Junior uomini
| Pos. | Atleta                            | Paese     | Nuoto    | Corsa    | Totale   |
| ---- | --------------------------------- | --------- | -------- | -------- | -------- |
|      | Yhousman Perdomo                  | Venezuela | 00:09:16 | 00:17:21 | 00:28:50 |
|      | Yaroslav Potanin                  | Russia    | 00:09:17 | 00:17:12 | 00:28:51 |
|      | Luka Paliska                      | Croazia   | 00:09:34 | 00:17:25 | 00:29:02 |
| 4    | Khaled Essam                      | Egitto    | 00:09:08 | 00:17:57 | 00:29:28 |
| 5    | Vojtech Sommer                    | Rep. Ceca | 00:09:37 | 00:18:28 | 00:30:13 |
| 6    | Jacob Jamnicky                    | Canada    | 00:10:04 | 00:18:09 | 00:30:25 |
| 7    | Pedro Gordilho Apud               | Brasile   | 00:09:54 | 00:18:10 | 00:30:31 |
| 8    | Josip Živković                    | Croazia   | 00:09:11 | 00:18:55 | 00:30:39 |
| 9    | Yago Alves                        | Brasile   | 00:09:55 | 00:19:12 | 00:31:34 |
| 10   | Andre Luiz Pereira De Albuquerque | Brasile   | 00:10:24 | 00:21:30 | 00:34:42 |

### Junior donne
| Pos. | Atleta               | Paese   | Nuoto    | Corsa    | Totale   |
| ---- | -------------------- | ------- | -------- | -------- | -------- |
|      | Elisabetta Vitasovic | Croazia | 00:10:11 | 00:21:45 | 00:34:30 |
|      | Chiara Perusko       | Croazia | 00:11:42 | 00:21:31 | 00:35:55 |
|      | Fatma Hagras         | Egitto  | 00:11:54 | 00:22:07 | 00:36:43 |
| 4    | Hannáh Mota          | Brasile | 00:12:33 | 00:23:01 | 00:38:33 |

### Under 23 uomini
| Pos. | Atleta          | Paese       | Nuoto    | Corsa    | Totale   |
| ---- | --------------- | ----------- | -------- | -------- | -------- |
|      | Jessey The Elf  | Canada      | 00:09:35 | 00:17:36 | 00:29:13 |
|      | Mohamed Elsaied | Egitto      | 00:09:32 | 00:18:44 | 00:30:48 |
|      | Mohamed Khaled  | Egitto      | 00:09:52 | 00:18:23 | 00:30:49 |
| 4    | Matthew Fearn   | Regno Unito | 00:10:16 | 00:18:40 | 00:31:17 |
| 5    | Paolo Guerrero  | Ecuador     | 00:10:16 | 00:18:56 | 00:31:44 |

### Under 23 donne
| Pos. | Atleta                     | Paese     | Nuoto    | Corsa    | Totale   |
| ---- | -------------------------- | --------- | -------- | -------- | -------- |
|      | Jocelyn Daniely Brea Abreu | Venezuela | 00:10:36 | 00:17:33 | 00:30:28 |
|      | Tamyres Domingos           | Brasile   | 00:11:55 | 00:24:16 | 00:38:55 |